# DSO Šumavského podlesí
DSO Šumavského podlesí je dobrovolný svazek obcí v okresu Strakonice, jeho sídlem jsou Čestice a jeho cílem je regionální rozvoj. Sdružuje celkem 14 obcí a byl založen v roce 2002.

## Obce sdružené v mikroregionu
- Čestice
- Hoslovice
- Úlehle
- Drážov
- Dřešín
- Vacovice
- Nihošovice
- Němčice
- Němětice
- Nišovice
- Nová Ves
- Přechovice
- Volyně
- Zahorčice